# Sungai Banyak Ikan
Sungai Banyak Ikan is een bestuurslaag in het regentschap Indragiri Hulu van de provincie Riau, Indonesië. Sungai Banyak Ikan telt 1246 inwoners (volkstelling 2010).